# 沢木まひろ
沢木 まひろ（さわき まひろ、1965年 - ）は、日本の小説家、脚本家。

## 経歴
東京都生まれ、青山学院大学日本文学科卒業。2006年、「But Beautiful」で第1回ダ・ヴィンチ文学賞優秀賞を受賞。2007年より公に執筆活動を始める。2012年、『最後の恋をあなたと』（応募時タイトル：ワリナキナカ）で第7回日本ラブストーリー大賞を受賞。

## 作品リスト

### 単著

#### 「部長女子」シリーズ
- 44歳、部長女子。（2012年12月 宝島社文庫）
- 45歳、部長女子。 遠距離恋愛危機一髪（2013年7月 宝島社文庫）
- 46歳、部長女子。 私たちの決断（2014年4月 宝島社文庫）

#### その他の小説
- ヘヴンリー・ヘヴン Heavenly heaven（2008年2月 メディアファクトリー）
  - 収録作品：ファルファッラ / なまけものの恋 / 京都タワー / 女神の伝言 / あまい関係 / 休暇の終り / ヘヴンリー・ヘヴン / アバンチュール / 彼女の或る日
- ブランケット タイム（2008年3月 メディアファクトリー）
- きみの背中で、僕は溺れる（2008年10月 MF文庫ダ・ヴィンチ） - 第1回ダ・ヴィンチ文学賞優秀賞受賞作「But Beautiful」を収録
  - 収録作品：But Beautiful / What's New?
- こごえた背中の、とける夜（2009年12月 MF文庫ダ・ヴィンチ）
- 僕の背中と、あなたの吐息と（2010年12月 MF文庫ダ・ヴィンチ）
- 恋より或いは美しいもの（2012年2月 MF文庫ダ・ヴィンチ）
- 最後の恋をあなたと（2012年3月 宝島社） - 第7回日本ラブストーリー大賞受賞作
  - 【改題】ビター・スウィート・ビター（2013年3月 宝島社文庫）
- もう書けません！ 中年新人作家・時田風音の受難（2015年2月 MF文庫ダ・ヴィンチMEW）
- 独りの時間をご一緒します。（2015年12月 宝島社文庫）
- 二十歳（はたち）の君がいた世界（2017年12月 宝島社文庫）

### ノベライズ
- きみの瞳が問いかけている（脚本：登米裕一、2020年4月 宝島社文庫） - 同名映画のノベライズ

### アンソロジー
「」内が沢木まひろの作品
- 5分で読める！ ひと駅ストーリー 乗車編（2012年12月 宝島社文庫）「ダイヤモンド」
- 5分で読める！ ひと駅ストーリー 夏の記憶 西口編（2013年7月 宝島社文庫）パラダイス・カフェ」
- LOVE＆TRIP by LESPORTSAC（2013年9月 宝島社文庫）「ブルー・ジャーニー」
- 5分で読める！ ひと駅ストーリー 冬の記憶 西口編（2013年12月 宝島社文庫）「ファースト・スノウ」
- 本をめぐる物語 一冊の扉（2014年2月 角川文庫）「時田風音の受難」
- 5分で読める！ ひと駅ストーリー 猫の物語（2014年9月 宝島社文庫）「三日で忘れる。」
- 5分で泣ける！ 胸がいっぱいになる物語（2015年3月 宝島社文庫）「ファースト・スノウ」
- 5分で読める！ ひと駅ストーリー 旅の話（2015年12月 宝島社文庫）「カラフル」
- 5分で驚く！ どんでん返しの物語（2016年6月 宝島社文庫）「パラダイス・カフェ」
- 5分でほろり！ 心にしみる不思議な物語（2017年2月 宝島社文庫）「ファースト・スノウ」「三日で忘れる。」
- 3分で読める！ コーヒーブレイクに読む喫茶店の物語（2020年6月 宝島社文庫）「最高の寝床」
- 3分で読める！ 眠れない夜に読む心ほぐれる物語（2021年7月 宝島社文庫）「歯医者の椅子」

### 脚本
- 彼らを見ればわかること（2020年、WOWOW）[3]